# Karl Gustav Friedrich Schwalbe
Karl Gustav Friedrich Schwalbe (* 11. April 1770 in Dobrilugk; † nach 1804), auch pseud. Dr. Kohl, war ein deutscher Lehrer, Dolmetscher und Schriftsteller.

## Leben
Schwalbe war als Dolmetscher beim Handelsgericht in Leipzig tätig. Er ist als Verfasser von Schriften zur englischen Sprachlehre und Aussprache bekannt geworden. Er ist Verfasser von schöner Literatur sowie von Gemeinschaftsübersetzungen aus dem Englischen.

## Werke (Auswahl)
- Lesebuch für Anfänger der englischen Sprache. Leipzig 1793
- Dr. Kohl: Lob des Kartenspielens. Ein Kanzelsermon. Frankfurt/Main 1797 (Digitalisat)
- mit Christian Friedrich Traugott Voigt (1770–1814): Das Bettlermädchen und ihre Wohlthäter. Leipzig 1798–1801 (Digitalisate: Band 1, Band 2, Band 3, Band 4,1, Band 4,2)
- Serlo, der hellblaue Bund. Braunschweig 1799
- Guide in Spelling. 1804

Daneben veröffentlichte er Gedichte im Niederlausitzer gemeinnützigen Provinzialblatt (Lübben 1795 und 1796).